# Bèrehove
Bèrehove (en idioma ucraïnès: Бéрегове; en idioma hongarès: Beregszász) és una ciutat d'importància regional d'Ucraïna situada en l'óblast de Transcarpàcia, a la frontera amb Hongria.
Servint com a centre administratiu del Raion de Bèrehove (raion), la ciutat també està designada com a ciutat d'importància regional, amb un estatus igual a un raió separat, amb una població de 23.485 (2021).
La ciutat, que fins a la primera guerra mundial era part d'Hongria, està poblada majorment per hongaresos.
Al setembre de 2012 l'idioma hongarès va adquirir l'estatus de llengua cooficial, però després de la revolució ucraïnesa del 23 de febrer de 2014 el nou govern ucraïnès va derogar la llei, acció que va ser condemnada pel govern d'Hongria. El 25 de febrer el consell municipal de la ciutat va ser assaltat pel moviment nacionalista ucraïnès Pravy Sektor (Sector Dret) que va irrompre violentament enmig d'una sessió per a tractar el tema lingüístic; el govern d'Hongria va condemnar l'acció de l'agrupació d'extrema dreta.

## Toponímia
La ciutat és anomenada de diferents maneres: Bereg, en romanès; בערעגסאז, en ídix (Beregsaz); Bergsaß, en alemany; Bereg Saski, en polonès i "Berehove" en anglès
Els residents de Bèrehove van votar el 31 d'octubre de 2010 en un referèndum per canviar el nom de la ciutat a Beregszász, el seu nom en hongarès. La participació va ser inferior al 52%, amb 4.688 votants a favor del canvi de nom, 4.358 en contra i 1.016 paperetes no vàlides.

## Clima
Bèrehove té un clima oceànic (Köppen: Cfb).
| Dades climàtiques a {{{location}}} | Dades climàtiques a {{{location}}} | Dades climàtiques a {{{location}}} | Dades climàtiques a {{{location}}} | Dades climàtiques a {{{location}}} | Dades climàtiques a {{{location}}} | Dades climàtiques a {{{location}}} | Dades climàtiques a {{{location}}} | Dades climàtiques a {{{location}}} | Dades climàtiques a {{{location}}} | Dades climàtiques a {{{location}}} | Dades climàtiques a {{{location}}} | Dades climàtiques a {{{location}}} | Dades climàtiques a {{{location}}} |
| Mes                                | gen                                | febr                               | març                               | abr                                | maig                               | juny                               | jul                                | ag                                 | set                                | oct                                | nov                                | des                                | anual                              |
| ---------------------------------- | ---------------------------------- | ---------------------------------- | ---------------------------------- | ---------------------------------- | ---------------------------------- | ---------------------------------- | ---------------------------------- | ---------------------------------- | ---------------------------------- | ---------------------------------- | ---------------------------------- | ---------------------------------- | ---------------------------------- |
| Mitjana diària °F                  | —                                  | —                                  | —                                  | —                                  | —                                  | —                                  | —                                  | —                                  | —                                  | —                                  | —                                  | —                                  | —                                  |
| Precipitació mitjana polzades      | 1.77                               | 1.5                                | 1.54                               | 1.81                               | 2.72                               | 3.39                               | 2.91                               | 2.68                               | 1.89                               | 1.73                               | 2.01                               | 2.28                               | 26.23                              |
| Mitjana diària °C                  | -2,4                               | -0,2                               | 4,7                                | 10,7                               | 15,6                               | 18,5                               | 20,1                               | 19,7                               | 15,8                               | 10,4                               | 4,9                                | 0,3                                | 9,8                                |
| Precipitació mitjana mm            | 45                                 | 38                                 | 39                                 | 46                                 | 69                                 | 86                                 | 74                                 | 68                                 | 48                                 | 44                                 | 51                                 | 58                                 | 666                                |
| Font: Climate-Data.org             |                                    |                                    |                                    |                                    |                                    |                                    |                                    |                                    |                                    |                                    |                                    |                                    |                                    |

## Demografia
El 1910, 12.432 dels seus 12.933 habitants eren hongaresos (96.1%), 221 ucraïnesos rutenis i 140 alemanys.
La població el 2005 s'estimava en 26 000 habitants.
El 2001, els grups ètnics incloïen
- 12.800 hongaresos (48.1%)
- 10.300 ucraïnesos (38.9%)
- 1.700 gitanos romanís (6.4%)
- 1.500 russos (5.4%)

Abans de la Segona Guerra Mundial la ciutat tenia una població jueva important, estimada en 8.000 persones. Van ser deportats a Auschwitz i, després de la guerra, solament van tornar quatre.

## Ciutadans notables
- El rabí Hugo Gryn (1930–1996) va néixer aquí el 25 de juny de 1930 i es va fer conegut com a locutor a Gran Bretanya.
- Els pares de l'economista guanyador del Premi Nobel Milton Friedman hi van viure abans d'emigrar als Estats Units.
- Julius Rebek (nascut l'11 d'abril de 1944), nord-americà químic i expert en autoassemblatge molecular va néixer aquí.
- Csaba Czébely (nascut el 3 de desembre de 1975), el bateria de la banda hongaresa de heavy metal Pokolgép.
- Géza Kalocsay (nascut el 30 de maig de 1913, mort el 26 de setembre de 2008), exfutbolista hongarès i txecoslovac, entrenador de l'futbol, p. Standard Lieja, FK Partizan, Górnik Zabrze.
- Aranka Siegal (nascut el 10 de juny de 1930) és un escriptor, supervivent de l'Holocaust i receptor del Newbery Honor i el Boston Globe-Horn Book Award, tots dos atorgats a ella el 1982.
- Andrea Bocskor (nascuda l'11 d'agost de 1978[13]), polític que a les eleccions al Parlament Europeu de 2014 a Hongria va ser escollit al Parlament Europeu.[14] Per tant, Bocskor es va convertir en el primer ciutadà ucraïnès elegit al Parlament Europeu.[14]
- L'actor de veu hongarès hu va néixer a Berehove.
- Sári Fedák (1879-1955), actriu i cantant hongaresa va néixer aquí.
- Alen Panov (1978), diplomàtic ucraïnès, advocat i professor de la Universitat Nacional d'Uzhhorod

## Ciutats agermanades
Bèrehove està agermanada amb les següents ciutats d'arreu d'Europa:
- Przeworsk, Polònia
- Satu Mare, Romania
- Gödöllő, Hongria

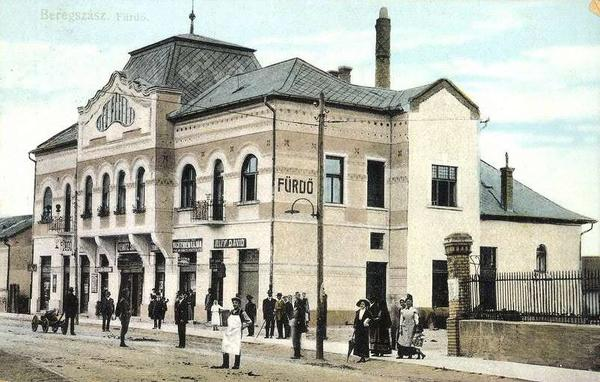
Mikve jueu a Bèrehove (ara un banc[15])
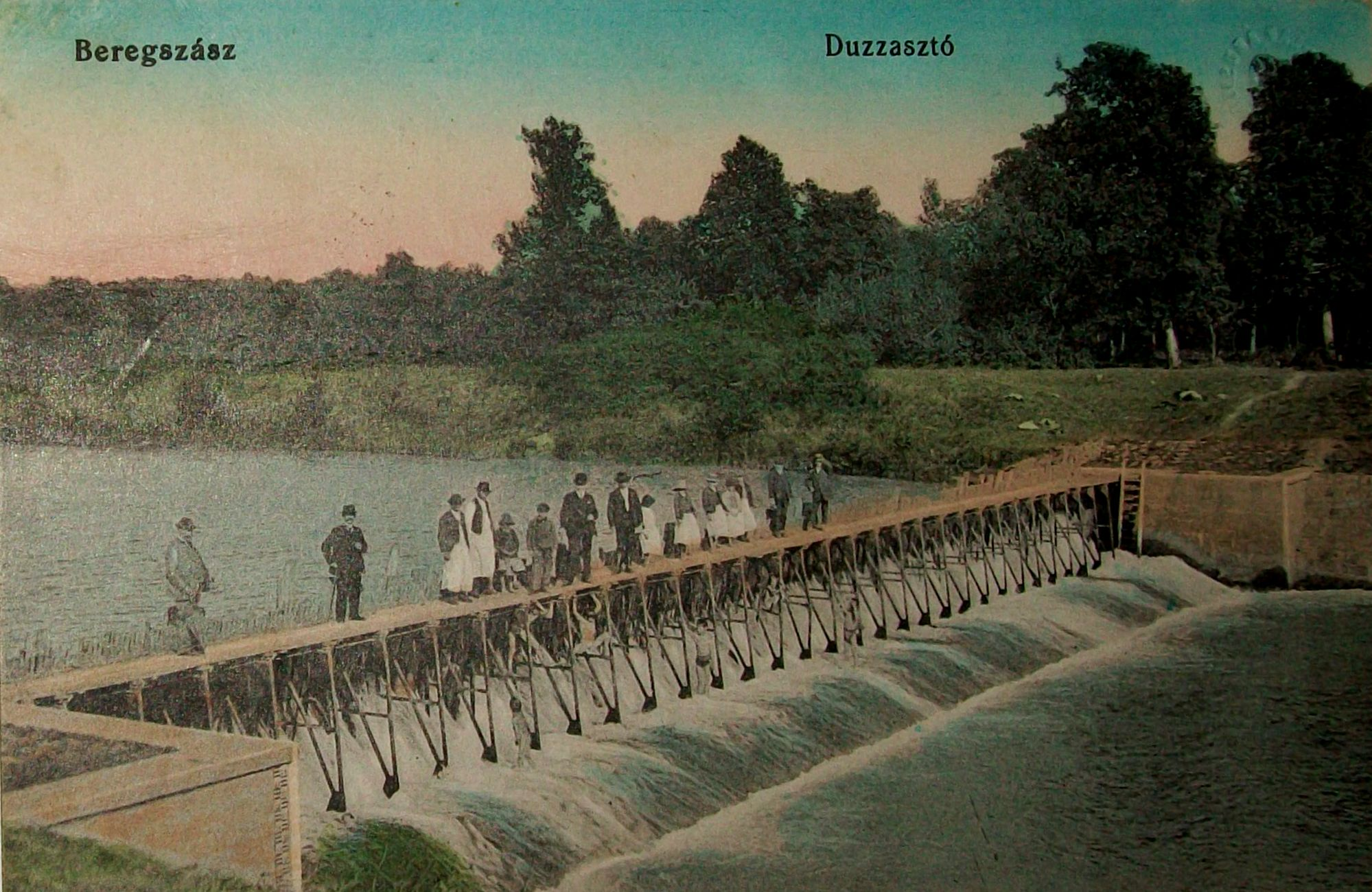
La presa de Berehove en una postal de 1900
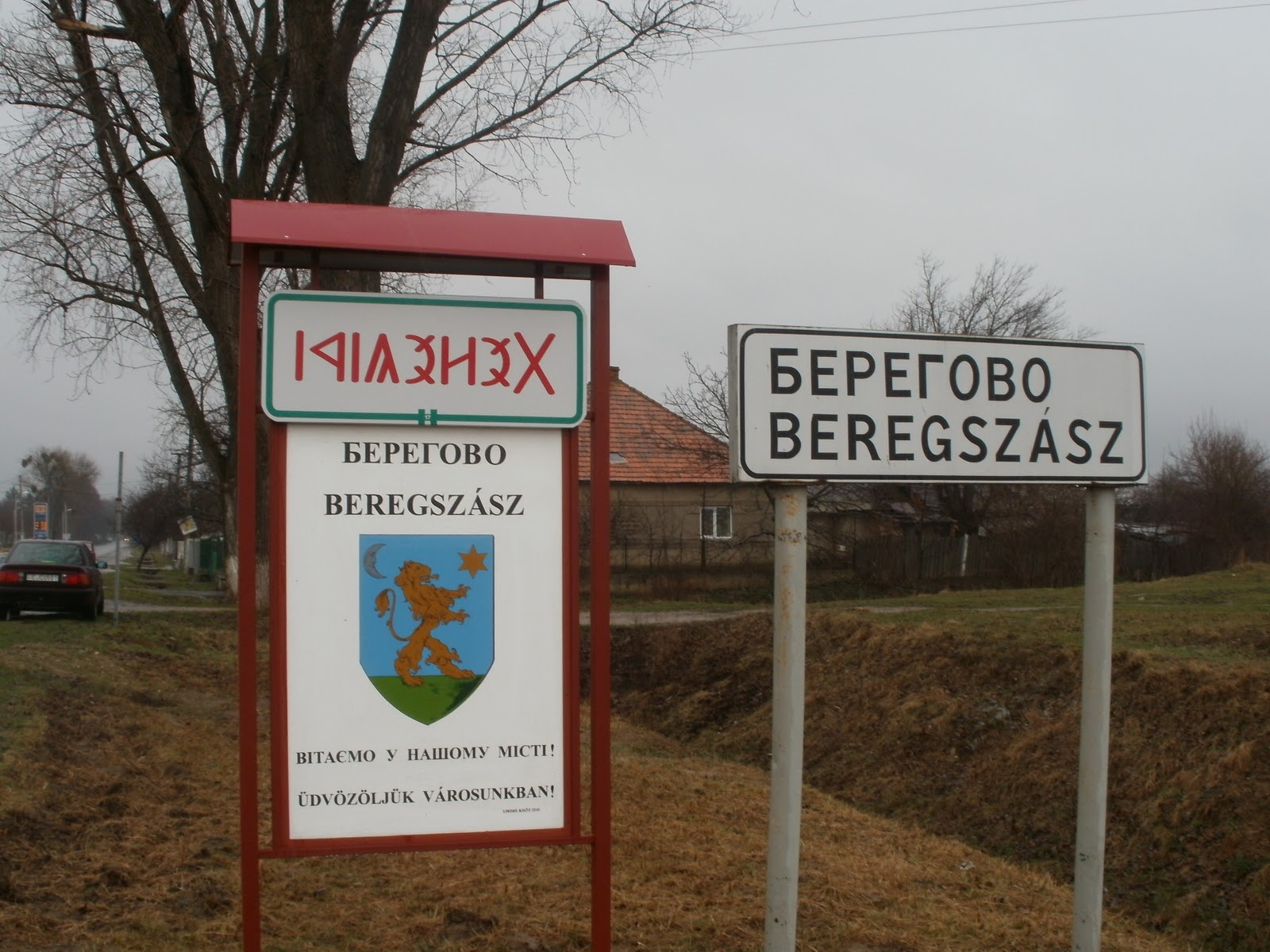
Senyal de límit de ciutat, en tres lletres, dos idiomes